# Garoa Hacker Clube

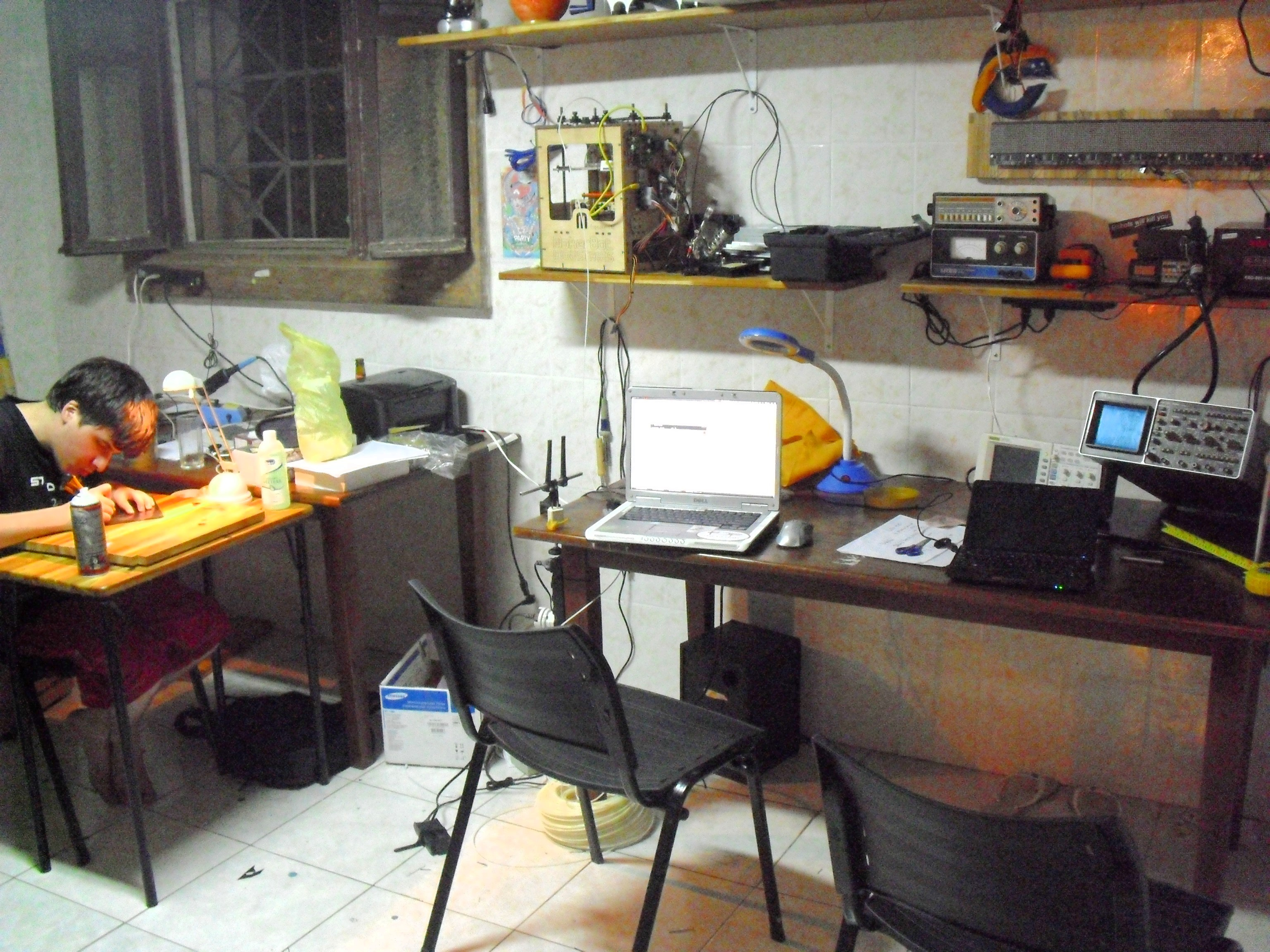
Bancada na antiga sede (2011)

O Garoa Hacker Clube, ou simplesmente Garoa, é um hackerspace localizado na cidade de São Paulo. Em seu laboratório comunitário, o Garoa tem equipamentos para hospedar projetos voltados à eletrônica, programação, artes visuais e outras atividades criativas..

## História
Primeiro hackerspace do Brasil, o Garoa foi oficialmente constituído em 20 de fevereiro de 2011 como uma associação privada sem fins lucrativos, tendo como única fonte de recursos a mensalidade de associados e doações. Sua formação e organização foi inspirada por outros hackerspaces ao redor do mundo como Noisebridge em São Francisco, C-Base em Berlim e Metalab em Viena, além de outras estruturas como o Chaos Computer Club.

## Atividades

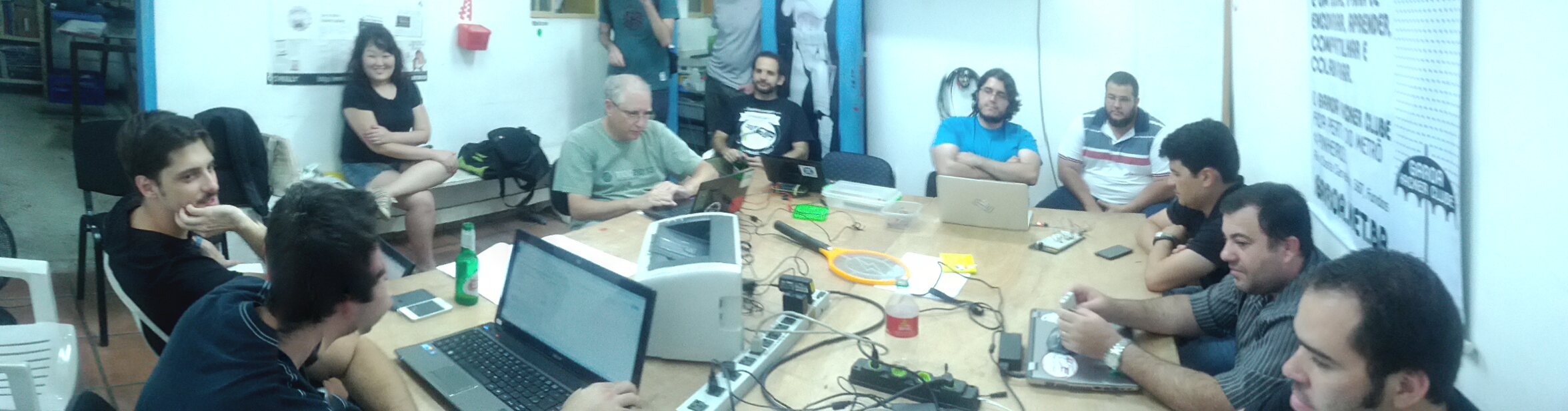
Atividade na nova sede (2014)

O Garoa Hacker Clube oferece cursos, palestras, oficinas, além de ter o laboratório disponível para que seus frequentadores possam desenvolver projetos livremente.
Entre as atividades regulares, estão oficinas de Arduino, dojos de programação e de modelagem de objetos para impressão 3D e palestras sobre tópicos diversos relativos a computação. O espaço também é usado para experimentação tecnológica por artistas, designers e outros profissionais e amadores de diversas áreas de criação.
A participação nas atividades é aberta a todos os interessados, não sendo necessária a associação ou qualquer pagamento.